# Duča (jaskinia)
Duča – jaskinia krasowa w Krasie Spisko-Gemerskim na Słowacji. Jest częścią część wielkiego  Dobszyńsko-Strateńskiego Systemu Jaskiniowego, który z długością 23 670 metrów jest trzecim co do długości systemem jaskiniowym Słowacji.

## Położenie
Jaskinia znajduje się na terenie Słowackiego Raju, w zachodnich zboczach płaskowyżu Duča. Wejście do niej znajduje się w północnej części wielkiego (ponad 0,5 ha), długiego na 115 m zapadliska Duča, usytuowanego w zachodnich zboczach równoimiennego masywu, tuż powyżej wejścia do Dobszyńskiej Jaskini Lodowej.
Jaskinia znajduje się obecnie na terenie rezerwatu przyrody Stratená, w granicach Parku Narodowego Słowacki Raj. Leży w granicach katastralnych osady Dobszyńska Jaskinia Lodowa we wsi Stratená (powiat Rožňava w województwie koszyckim).

## Dzieje poznania
Wejście do jaskini, znajdujące się na wysokości 996 m n.p.m. znane jest od niepamiętnych czasów. Po raz pierwszy jaskinię pomierzył już w roku 1978 Anton Droppa.
W roku 1986 jaskinię zbadali i zmapowali członkowie Klubu Speleologicznego Slovenský Raj (SKSR) ze Spiskiej Nowej Wsi.
W latach 2012–2014 odkryto nowe korytarze, biegnące w kierunku NW – SE. Odpowiadają one 3. i 4. poziomom całego Dobszyńsko-Strateńskiego Systemu Jaskiniowego. Długość jaskini osiągnęła 1248 m. 30 stycznia 2015 r. grotołazi odkryli połączenie jaskini Duča z Jaskinią Strateńską.

## Charakterystyka
Jaskinia powstała w triasowych wapieniach typu steinalmskiego. Kierunek rozwinięcia podziemnych przestrzeni jest zgodny z systemem ciosowych pęknięć (diaklaz), przebiegających na kierunku NW – SE i krzyżującym się z nim kierunku E – W. Komory i korytarze są w większości zwalone głazami i blokami wapienia. Główna komora jaskini (tzw. Wielki Korytarz), o szerokości 15 – 20 m i wysokości 1 – 10 m, jest zorientowana w kierunku N – S. W miesiącach wiosennych (np. w kwietniu) dno jaskini pokryte jest dużą liczbą lodowych stalagmitów, a ze stropu zwisają draperie lodowe długości od 2 do 5 metrów.
W południowo-wschodniej części jaskini, na wysokości około 980 m n.p.m., na ścianach zachowały się ślady rzecznego modelowania korytarzy. Uważa się, że są to pozostałości podziemnych koryt wytworzonych przez wody paleo-Hnilca w okresie przed górnym eocenem (analogicznie jak horyzont B. w Jaskini Strateńskiej). Podobne pozostałości modelowania rzecznego na poziomie ok. 985 – 990 m. n. p. m. były również znalezione w samym zapadlisku Duča.
Przypuszcza się, że możliwe byłoby znalezienie połączenia jaskini Duča z sąsiednią Dobszyńską Jaskinią Lodową, jednak wszelkie prace speleologiczne w tym miejscu są zabronione z uwagi na specjalnie chroniony reżym klimatyczny tej drugiej jaskini.

## Turystyka
Jaskinia nie jest dostępna do zwiedzania turystycznego.